# Rohloff
 (septembre 2009).
Si vous disposez d'ouvrages ou d'articles de référence ou si vous connaissez des sites web de qualité traitant du thème abordé ici, merci de compléter l'article en donnant les références utiles à sa vérifiabilité et en les liant à la section « Notes et références ».

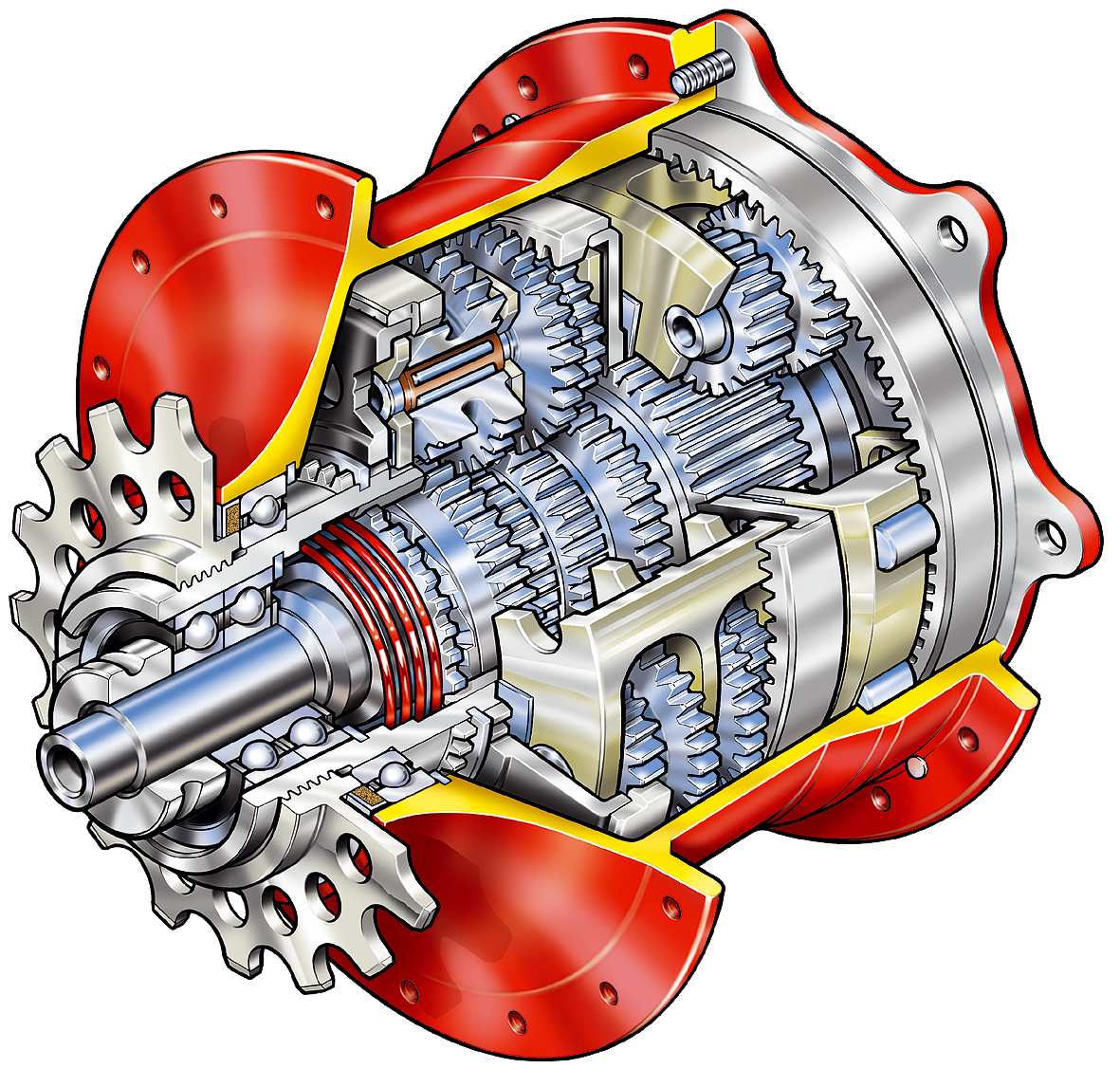
Vue en écorché du moyeu.

Rohloff SA est une entreprise allemande basée à Fuldatal, près de Cassel. Son logotype représente la silhouette d'un corbeau noir sur fond jaune. En 2005, elle employait 34 personnes dans le domaine de la production d'accessoires de bicyclette.
Fondée en 1986, elle se fit un nom au début des années 1990 grâce à sa production de chaînes de vélo SLT-99. 
Dans les années 1990, un autre produit fit la réputation de l'entreprise dans le monde du vélo[réf. nécessaire] : le moyeu à vitesses intégrées Speedhub 500/14. Construit à quinze mille exemplaires par an (en 2005), ce moyeu peut rivaliser avec la plage de développement d'un système classique par dérailleur à 27 vitesses.
Rohloff produit en outre des outils spécialisés comme le dérive-chaîne Revolver Rohloff, des indicateurs d'usure pour chaînes et couronnes ainsi qu'un système automatique de lubrification de chaîne. 